# Ровное (Волынская область)
Ро́вное (укр. Рі́вне) — село в Ковельском районе Волынской области Украины. Административный центр Ровненской сельской общины.
До 2020 года входило в Любомльский район.
Код КОАТУУ — 0723384901. Население по переписи 2001 года составляет 873 человека. На 1 января 2022 года население села составляло 805 человек. Почтовый индекс — 44332. Телефонный код — 3377. Занимает площадь 2,84 км².